# Vosea whitemanensis
Vosea whitemanensis là một loài chim trong họ Meliphagidae.
Nó là loài chim đặc hữu Papua New Guinea. Môi trường sống là các khu rừng miền núi ẩm ướt với khí hậu nhiệt đới hoặc cận nhiệt đới.
Từng được coi là có quan hệ họ hàng gần với các loài trong chi Melidectes, nhưng phân tích phát sinh chủng loài của Andersen et al. (2014) cho thấy nó có quan hệ họ hàng gần với các loài Myzomela và Sugomel niger hơn là với Melidectes.